# Limbo (film 2023)
Limbo è un film indipendente australiano del 2023 diretto da Ivan Sen e interpretato da Simon Baker, Rob Collins, Natasha Wanganeen e Nicholas Hope. Il film è stato presentato in concorso al 73º Festival Internazionale del Cinema di Berlino, dove ha gareggiato per l'Orso d'oro.

## Trama
In una piccola città dell'entroterra australiano Travis Hurley, un detective, indaga su un caso di omicidio irrisolto, risalente a 20 anni fa. La vittima è una donna aborigena.

## Produzione
Limbo è prodotto da Bunya Productions e Windalong Films, con il supporto di Screen Queensland, South Australian Film Corporation e Australian Broadcasting Corporation. Le riprese sono iniziate il 19 agosto 2022 a Coober Pedy, nell'Australia meridionale. Il film è stato girato in bianco e nero, in parte per ragioni tecniche, ma soprattutto a causa delle grandi distese di terreno bianco a Coober Pedy, che forniscono uno sfondo drammatico. Sen ha scritto la sceneggiatura sulla base della sua esperienza della città, con le sue abitazioni sotterranee e la sua cultura insolita.
Il film è stato selezionato nella sezione "Best of Contemporary Australian Cinema" del 29° Kolkata International Film Festival ed è stato proiettato il 6 dicembre 2023. Sarà presentato nel febbraio 2024 al 39° Santa Barbara International Film Festival nella sezione "Non Premiere Feature Films".

## Distribuzione
Il film è stato presentato in anteprima nei cinema australiani il 18 maggio 2023 e ha avuto la sua prima televisiva su ABC TV il 9 luglio 2023. È stato invitato al 57º Festival Internazionale del Cinema di Karlovy Vary e al Toronto International Film Festival 2023.
È stato proiettato in anteprima nei cinema australiani il 18 maggio 2023 e in televisione su ABC TV il 9 luglio 2023. È stato invitato alla sezione Orizzonti del 57º Festival Internazionale del Cinema di Karlovy Vary, dove è stato proiettato il 30 giugno 2023. Il film è stato invitato anche al Toronto International Film Festival 2023 nella sezione centrepiece.

## Accoglienza
Sul sito web dell'aggregatore di recensioni Rotten Tomatoes, il film ha un indice di gradimento del 97% basato su 29 recensioni, con una valutazione media di 7,8/10. Su Metacritic, ha un punteggio medio ponderato di 76 su 100 basato su 6 recensioni, indicando "Recensioni generalmente favorevoli".